# Пажениця

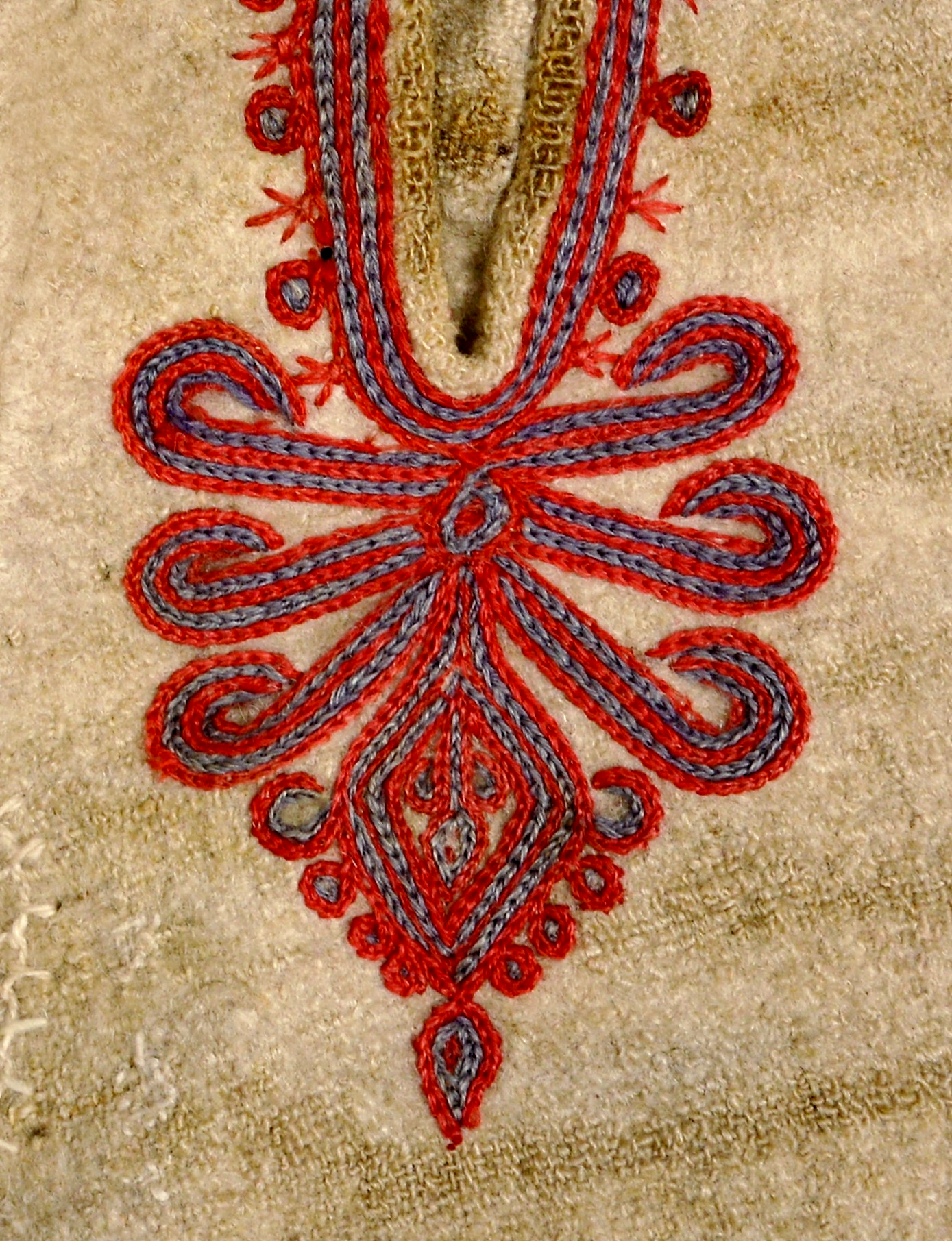
Пажениця. Підгалля

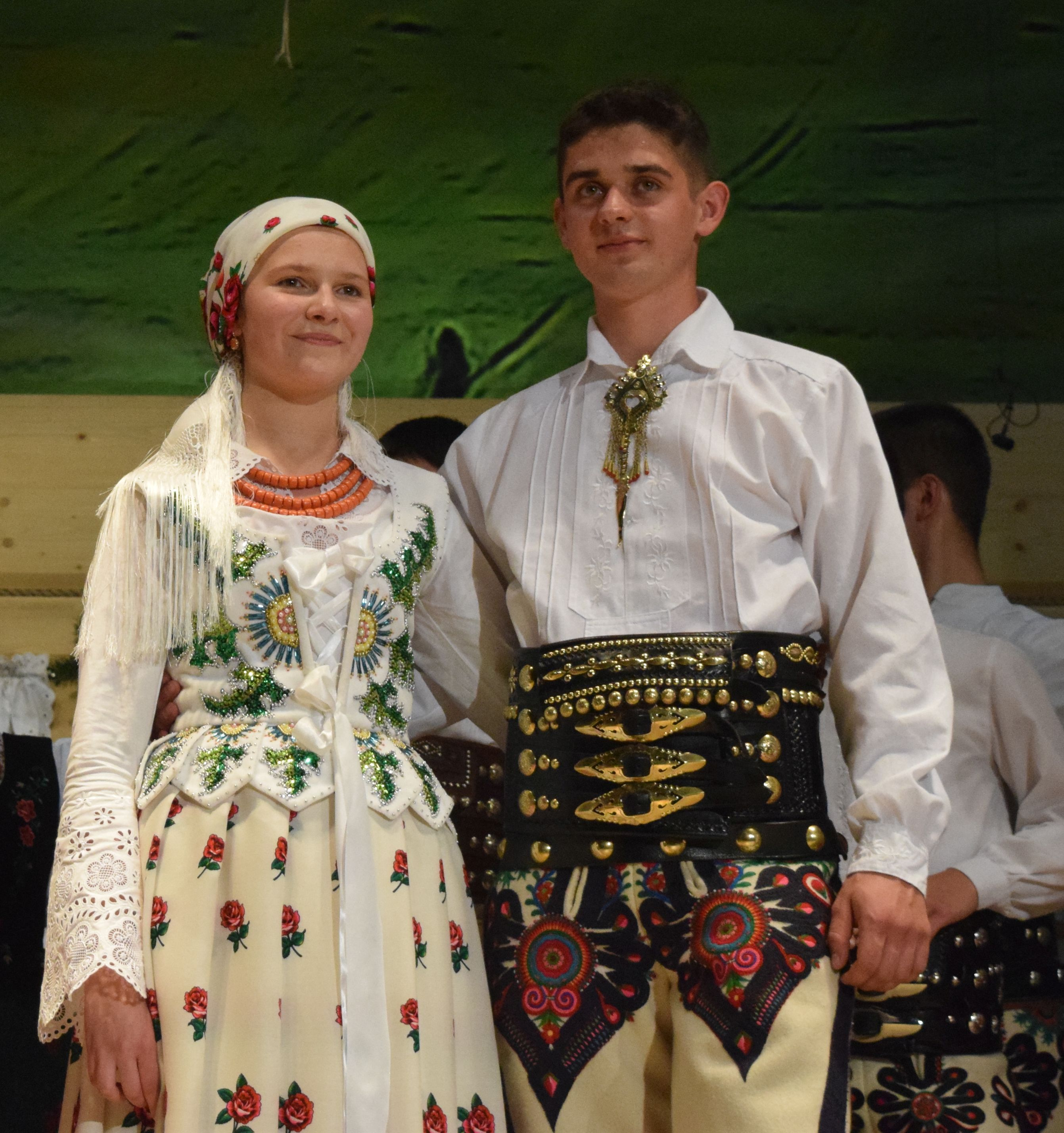
Народне вбрання з Підгалля, закопанський стиль. Пажениця вишита на чоловічих штанах

Пажени́ця (пол. Parzenica) — вишитий серцеподібний орнамент, характерний для декоративно-прикладного мистецтва гуралей. Візерунок часто зустрічається на чоловічих штанях традиційного гуральського вбрання.

## Опис
Спочатку пажениця являла собою просту строчку петель, використовувану для захисту обрізаної тканини штанів від зношування. Сучасні кравці почали використовувати в пажениці червоні або темно-сині строчки, одночасно збільшивши кількість петель. Пізніше строчка була замінена аплікацією з вишивкою. Використання вовняної пряжі для пажениці дозволило зробити візерунок більш яскравим, і з часом її стали використовувати тільки для прикрашення одягу.

## Історія
Цей характерний декоративний мотив, ймовірно, виник в Угорщині, і до початку XX століття він став одним із найупізнаваніших орнаментів у Підгаллі.
Походження терміна неясне. Цілком можливо, назва пов'язана зі старопольскими дієсловами «parznąć» і «parznić», що означають «робити щось брудним». Спочатку назва також вживалася щодо інших об'єктів, що використовувались у повсякденному житті гуралів, в тому числі дерев'яних форм для виробництва сиру і серцеподібних мотивів у різьбі по дереву.